# Orocrambus abditus
Orocrambus abditus är en fjärilsart som beskrevs av Alfred Philpott 1924. Orocrambus abditus ingår i släktet Orocrambus och familjen Crambidae. Inga underarter finns listade i Catalogue of Life.